# Wereldkampioenschappen noords skiën 1999
De wereldkampioenschappen noords skiën 1999 werden van 19 februari tot en met 28 februari 1999 gehouden in Ramsau am Dachstein. De schansspringwedstrijden op de grote schans vonden plaats in Bischofshofen. Het onderdeel 7,5 km sprint Noordse combinatie maakt zijn debuut op dit wereldkampioenschap.

## Medailles

### Langlaufen

#### Mannen
| Onderdeel                           | Goud | Goud                                                               | Zilver | Zilver                                                  | Brons | Brons                                                   |
| ----------------------------------- | ---- | ------------------------------------------------------------------ | ------ | ------------------------------------------------------- | ----- | ------------------------------------------------------- |
| 10 km klassiek                      | FIN  | Mika Myllylä                                                       | AUT    | Alois Stadlober                                         | NOR   | Odd-Bjørn Hjelmeset                                     |
| 10 km + 15 km dubbele achtervolging | NOR  | Thomas Alsgaard                                                    | FIN    | Mika Myllylä                                            | ITA   | Fulvio Valbusa                                          |
| 30 km vrije stijl                   | FIN  | Mika Myllylä                                                       | NOR    | Thomas Alsgaard                                         | NOR   | Bjørn Dæhlie                                            |
| 50 km klassiek                      | FIN  | Mika Myllylä                                                       | EST    | Andrus Veerpalu                                         | AUT   | Mikhail Botvinov                                        |
|                                     |      |                                                                    |        |                                                         |       |                                                         |
| 4 × 10 km estafette                 | AUT  | Markus Gandler Alois Stadlober Mikhail Botvinov Christian Hoffmann | NOR    | Espen Bjervig Erling Jevne Bjørn Dæhlie Thomas Alsgaard | ITA   | Giorgio Di Centa Fabio Maj Fulvio Valbusa Silvio Fauner |

#### Vrouwen
| Onderdeel                          | Goud | Goud                                                           | Zilver | Zilver                                                                  | Brons | Brons                                                 |
| ---------------------------------- | ---- | -------------------------------------------------------------- | ------ | ----------------------------------------------------------------------- | ----- | ----------------------------------------------------- |
| 5 km klassiek                      | NOR  | Bente Martinsen                                                | RUS    | Olga Danilova                                                           | CZE   | Katerina Neumannová                                   |
| 5 km + 10 km dubbele achtervolging | ITA  | Stefania Belmondo                                              | RUS    | Nina Gavriljoek                                                         | UKR   | Irina Terelia Taranenko                               |
| 15 km vrije stijl                  | ITA  | Stefania Belmondo                                              | EST    | Kristina Šmigun                                                         | AUT   | Maria Theurl                                          |
| 30 km klassiek                     | RUS  | Larisa Lazoetina                                               | RUS    | Olga Danilova                                                           | EST   | Kristina Šmigun                                       |
|                                    |      |                                                                |        |                                                                         |       |                                                       |
| 4 × 5 km estafette                 | RUS  | Olga Danilova Larisa Lazoetina Anfisa Reztsova Nina Gavriljoek | ITA    | Sabina Valbusa Gabriella Paruzzi Antonella Confortola Stefania Belmondo | GER   | Viola Bauer Ramona Roth Evi Sachenbacher Sigrid Wille |

### Noordse combinatie
| Onderdeel       | Goud | Goud                                                     | Zilver | Zilver                                                                 | Brons | Brons                                                             |
| --------------- | ---- | -------------------------------------------------------- | ------ | ---------------------------------------------------------------------- | ----- | ----------------------------------------------------------------- |
| 7,5 km sprint   | NOR  | Bjarte Engen Vik                                         | AUT    | Mario Stecher                                                          | JPN   | Kenji Ogiwara                                                     |
| 15 km Gundersen | NOR  | Bjarte Engen Vik                                         | FIN    | Samppa Lajunen                                                         | RUS   | Dmitri Sinitsyn                                                   |
|                 |      |                                                          |        |                                                                        |       |                                                                   |
| 4 x 5 km team   | FIN  | Hannu Manninen Tapio Nurmela Jari Mantila Samppa Lajunen | NOR    | Fred Børre Lundberg Trond Einar Elden Bjarte Engen Vik Kenneth Braaten | RUS   | Nikolaj Parfenov Aleksej Fadejev Valeri Stoljarov Dmitri Sinitsyn |

### Schansspringen
| Onderdeel         | Goud | Goud                                                        | Zilver | Zilver                                                           | Brons | Brons                                                                        |
| ----------------- | ---- | ----------------------------------------------------------- | ------ | ---------------------------------------------------------------- | ----- | ---------------------------------------------------------------------------- |
| Normale schans    | JPN  | Kazuyoshi Funaki                                            | JPN    | Hideharu Miyahira                                                | JPN   | Masahiko Harada                                                              |
| Grote schans      | GER  | Martin Schmitt                                              | GER    | Sven Hannawald                                                   | JPN   | Hideharu Miyahira                                                            |
| Team grote schans | GER  | Sven Hannawald Christof Duffner Dieter Thoma Martin Schmitt | JPN    | Noriaki Kasai Hideharu Miyahira Masahiko Harada Kazuyoshi Funaki | AUT   | Andreas Widhölzl Martin Höllwarth Reinhard Schwarzenberger Stefan Horngacher |

### Medailleklassement
| Plaats | Land       | Goud | Zilver | Brons | Totaal |
| 1      | Noorwegen  | 4    | 3      | 2     | 9      |
| 2      | Finland    | 4    | 2      | 0     | 6      |
| 3      | Rusland    | 2    | 3      | 2     | 7      |
| 4      | Italië     | 2    | 1      | 2     | 5      |
| 5      | Duitsland  | 2    | 1      | 1     | 4      |
| 6      | Oostenrijk | 1    | 2      | 3     | 6      |
| 6      | Japan      | 1    | 2      | 3     | 6      |
| 8      | Estland    | 0    | 2      | 1     | 3      |
| 9      | Tsjechië   | 0    | 0      | 1     | 1      |
| 9      | Oekraïne   | 0    | 0      | 1     | 1      |
| Totaal | Totaal     | 16   | 16     | 16    | 48     |

## Organisatie
Er waren investeringen nodig in de accommodaties/locaties om de wereldkampioenschappen te kunnen organiseren. De totale investeringskosten bedroegen ATS 26.000.500, waarvan ATS 10.400.000 werd opgebracht door de federale overheid van Oostenrijk.
| Accommodatie/locatie    | Bedragen in Oostenrijkse schilling | Bedragen in Oostenrijkse schilling |               | Kosten in Euro (omrekenkoers: 1 EUR = 13,7603 ATS) | Kosten in Euro (omrekenkoers: 1 EUR = 13,7603 ATS) |
| Accommodatie/locatie    | Totale kosten                      | Bijdrage federale overheid         | Totale kosten | Bijdrage federale overheid                         |                                                    |
| ----------------------- | ---------------------------------- | ---------------------------------- | ------------- | -------------------------------------------------- | -------------------------------------------------- |
| Voorprojectkosten       | ATS 2.295.000                      | ATS 918.000                        |               | € 166.784                                          | € 66.714                                           |
| Langlaufloipen          | ATS 3.493.000                      | ATS 1.397.000                      | € 253.846     | € 101.524                                          |                                                    |
| Langlaufstadion Ramsau  | ATS 7.467.000                      | ATS 2.986.800                      | € 542.648     | € 217.059                                          |                                                    |
| Basisgebouw Ramsau      | ATS 7.410.000                      | ATS 2.964.000                      | € 538.506     | € 215.402                                          |                                                    |
| Technische installaties | ATS 5.335.500                      | ATS 2.134.200                      | € 387.746     | € 155.098                                          |                                                    |
| Totaal                  | ATS 26.000.500                     | ATS 10.400.000                     |               | € 1.889.530                                        | € 755.797                                          |

De gemeente Ramsau am Dachstein ontving in 2016 € 26.000 subsidie van de deelstaat Stiermarken voor de Nachnutzung (hergebruik) van het WK noords skiën van 1999.